# برای عاشق شدن خیلی جوان هستم
«برای عاشق شدن خیلی جوان هستم» (به انگلیسی: Too Young to Fall in Love) ترانه‌ای از گروه هوی متال آمریکایی ماتلی کرو است. این یکی از قطعات آلبوم بر سر شیطان فریاد بکش (۱۹۸۳) است که در قالب یکی از تک‌آهنگ‌های آن آلبوم هم منتشر شده‌است.
«برای عاشق شدن خیلی جوان هستم» در زمان انتشارش ۱۲ هفته در جدول ترانه‌های جریان اصلی راک آمریکا حضور داشت و بالاترین رتبه‌اش در آن جدول هفدهم بود که در ۲۳ ژوئن ۱۹۸۴ به آن جایگاه رسید.

## ویدئو
موزیک ویدئوی «برای عاشق شدن خیلی جوان هستم» اعضای ماتلی کرو را نشان می‌دهد که تلاش می‌کنند یک زن جوان آسیایی را از چنگال شخصی که شبیه یک امپراتور شرقی به نظر می‌رسد، نجات بدهند. در تصاویری دیگر آن‌ها مشغول اجرای ترانه دیده می‌شوند. در پایان ویدئو و پس از آن‌که اعضای گروه برای نجات دادن دختر، با چند نینجا و سامورایی‌های امپراتور می‌جنگند مشخص می‌شود که زن جوان خودش دوست دارد پیش آن شخص بماند و اعضای ماتلی کرو که کِنِف شده‌اند با دلخوری محل را ترک می‌کنند.

## نظر منتقدان
کریستا تایتوس در مجلهٔ بیلبورد با اشاره به دشواری ریف و کُرس‌های ترانه، نوازندگی میکی مارس و تامی لی را ستوده‌است.
جو دیویتا از لاودوایر در گزینش ۱۰ ترانهٔ برتر ماتلی کرو «برای عاشق شدن خیلی جوان هستم» را در ردهٔ هشتم فهرستش قرار داده و نوشته‌است: «آن‌ها بر خلاف جریان مرسوم و به‌جای غلو کردن در مورد تعداد زنانی که با آن‌ها می‌خوابند، رویکردی فروتنانه در پیش می‌گیرند و آگاهند که عشق یک امر مقدس است که در سن و سال آن‌ها قابل درک نیست».
جی. بِنِت از مجلهٔ وایس در گزینش بهترین گلم متال‌های عاشقانه این اثر ماتلی کرو را جزو یکی از ۱۰ ترانهٔ فهرستش قرار داده و در توصیف آن نوشته‌است: «مطمئن نیستم که از نظر فنی آیا این قطعه معیارهای یک آهنگ عاشقانه را دارد یا خیر، اما در عنوان آن کلمه عشق وجود دارد - با وجود این‌که در شعرش گفته می‌شود: چرا یک رابطهٔ متعهدانه داشته باشم وقتی می‌توانم آلت تاول‌زده‌ام را در هر جُنبنده‌ای فروکنم؟ با این حال ارزش آن را دارد که در این فهرست گنجانده شود زیرا یکی از بهترین آهنگ‌های ماتلی کرو است».

## دست‌اندرکاران
- وینس نیل - آواز
- میک مارس - گیتار الکتریک
- نیکی سیکس - باس
- تامی لی - درامز

## موقعیت در جدول‌های فروش
| چارت (۱۹۸۴)                                        | بالاترین جایگاه |
| -------------------------------------------------- | --------------- |
| ایالات متحدهٔ آمریکا (بیلبورد هات ۱۰۰ مجلهٔ بیلبورد) | ۹۰              |
| ایالات متحدهٔ آمریکا (مین‌استریم راک مجلهٔ بیلبورد)   | ۱۷              |